# Strada nazionale 19 del Grappa e del Passo di Rolle
La strada nazionale 19 del Grappa e del Passo di Rolle era una strada nazionale del Regno d'Italia, che congiungeva Ponte nelle Alpi a Predazzo.
Venne istituita nel 1923 con il percorso "Ponte nelle Alpi - Belluno - S. Giustina - Feltre - Arten - Fonzaso - Pontet - Fiera di Primiero - Passo di Rolle - Predazzo".
Nel 1928, in seguito all'istituzione dell'Azienda Autonoma Statale della Strada (AASS) e alla contemporanea ridefinizione della rete stradale nazionale, il suo tracciato costituì per intero la nuova strada statale 50 del Grappa e del Passo Rolle.